# Селиджановка
Селиджановка — исчезнувший хутор в Джанкойском районе Республики Крым, располагавшийся в восточной части района, в степном Крыму, на полуострове Сиваша Тюп-Тархан, примерно в 3 километрах южнее современного села Чайкино.

## История
Первое документальное упоминание селения встречается в Статистическом справочнике Таврической губернии. Ч.II-я. Статистический очерк, выпуск пятый Перекопский уезд, 1915 год, согласно которому на хуторе Саледжановка Ак-Шеихской волости Перекопского уезда числилось 5 дворов с русским населением в количестве 27 человек приписных жителей и 30 — «посторонних», из которых 34 мужчины и 23 женщины. При хуторе числилось 420 десятин удобной земли. В хозяйстве имелось 45 лошадей, 40 волов, 15 коров и 15 голов мелкого скота.
После установления в Крыму Советской власти, по постановлению Крымревкома от 8 января 1921 года № 206 «Об изменении административных границ» была упразднена волостная система и в составе Джанкойского уезда был создан Джанкойский район. В 1922 году уезды преобразовали в округа. 11 октября 1923 года, согласно постановлению ВЦИК, в административное деление Крымской АССР были внесены изменения, в результате которых округа были ликвидированы, основной административной единицей стал Джанкойский район и село включили в его состав. Согласно Списку населённых пунктов Крымской АССР по Всесоюзной переписи 17 декабря 1926 года, на хуторе Селиджановка Акчоринского (татарского) сельсовета Джанкойского района, числилось 2 двора, население составляло 8 человек, из них 2 русских, 6 записаны в графе «прочие». В последний раз селение встречается на карте 1931 года.